# 芬蘭經濟
芬蘭是一個高度工業化的市場自由經濟體。人均產值相當於其他西方先進國家，如法國、德國、瑞典、英國等。芬蘭最大的經濟部門是服務業，占經濟的65.7%。其次是制造業，占經濟的31.4%。農業占經濟的2.9%。芬蘭好似歐洲僅次於瑞典、丹麥、英國的第四知識經濟國家。

## 概觀
芬蘭的經濟成長速度超過很多歐盟國家，并且一直擁有溫和的通貨膨脹率。芬蘭有60%的貿易都是在其與歐盟國家之間進行的。主要的貿易伙伴包括了德國、俄羅斯、瑞典、英國、美國、荷蘭、中國等。目前芬蘭是北歐唯一的歐元區國家。在金融風暴影響下，政府稅收下降，支出增加，財政持續惡化，2010與2011連續兩年財政均為赤字。
2012年芬蘭對外貿易總額為1,159億3,546萬歐元（約1,489億5,387萬美元）消費者物價指數上漲率約通膨2.8%。森林是芬蘭最豐富的自然資源，林地面積約2,330萬公頃，占國土面積之69%，林業帶動的家具業和建築業是芬蘭重要的國際印象。但是近年電子業是芬蘭最重視研發的產業，投入之研發資金有四分之三用於電子業。最近幾年平均年投研發資金約20億歐元，但是為因應全球價格競爭，廠商除繼續進口電子產品零組件外，外移生產比例亦將提高；未來國內產值擴張不易，電子產品產業之就業前景難以樂觀，手機大廠NOKIA曾經雄霸世界但是在韓國和中美日多家強者崛起後逐漸受困衰退，以芬蘭的工資水準，勞動成本比例偏高的製造業已不具競爭力。

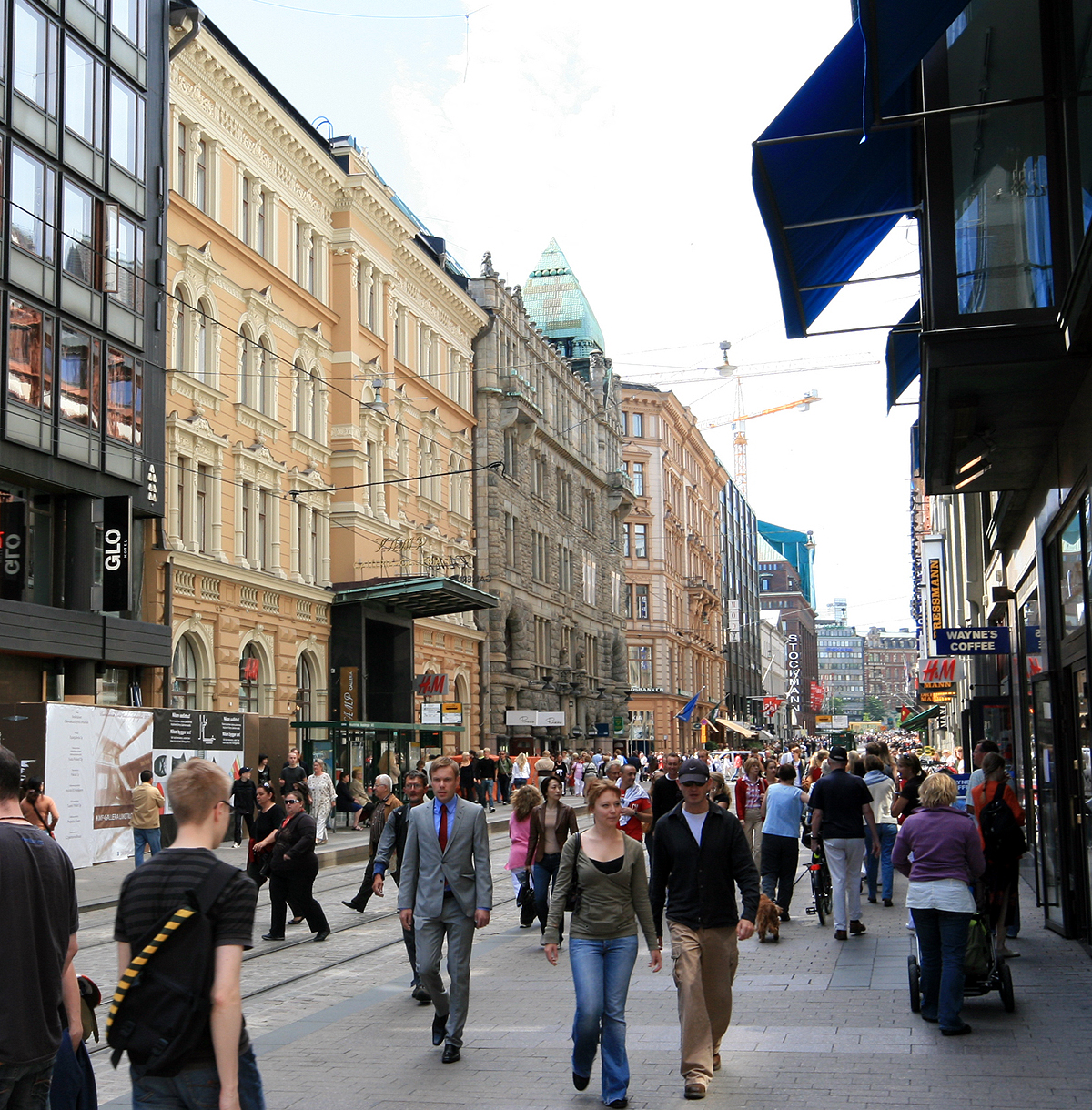
首都商業區
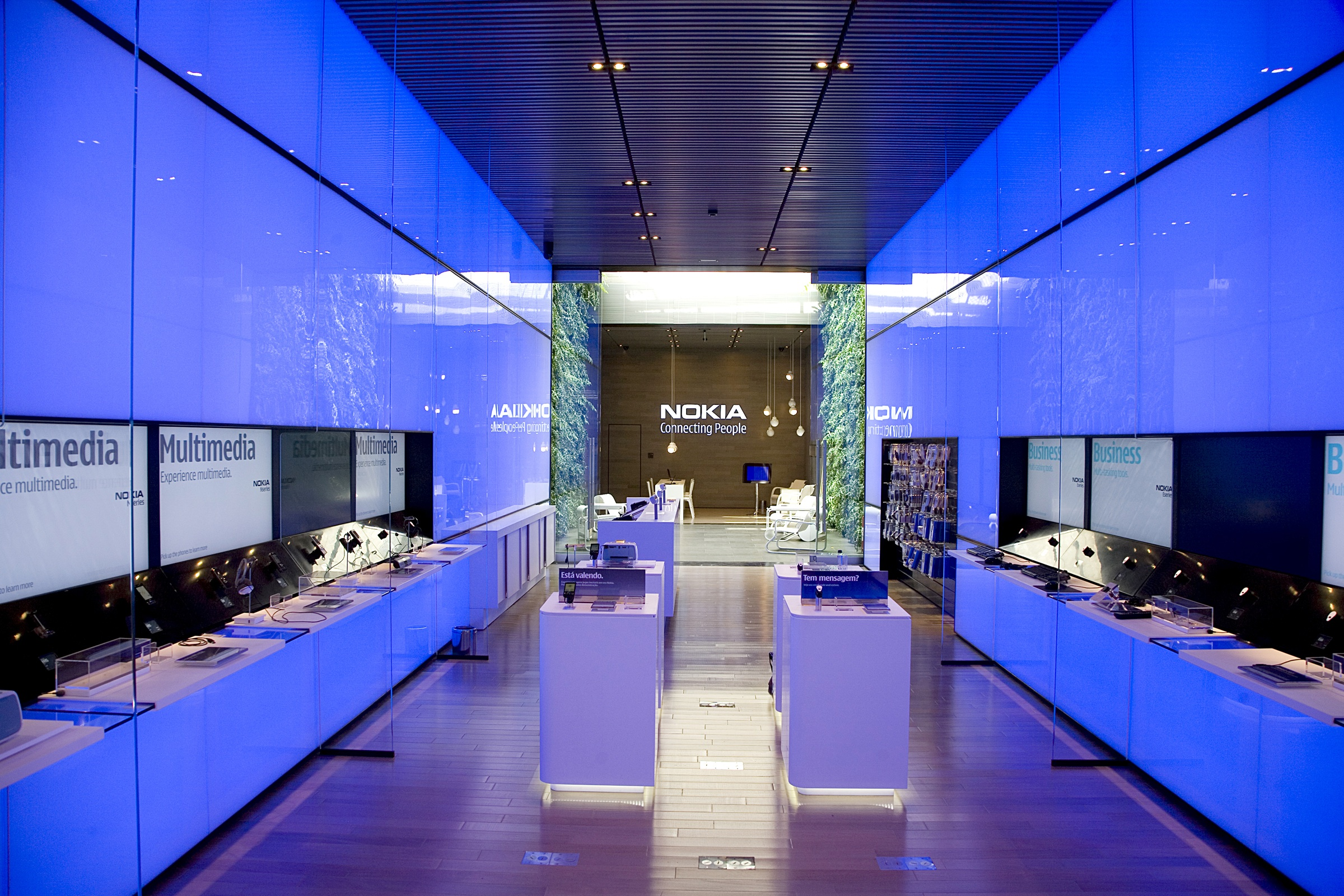
2009年时位于巴西圣保罗的诺基亚手机旗舰店
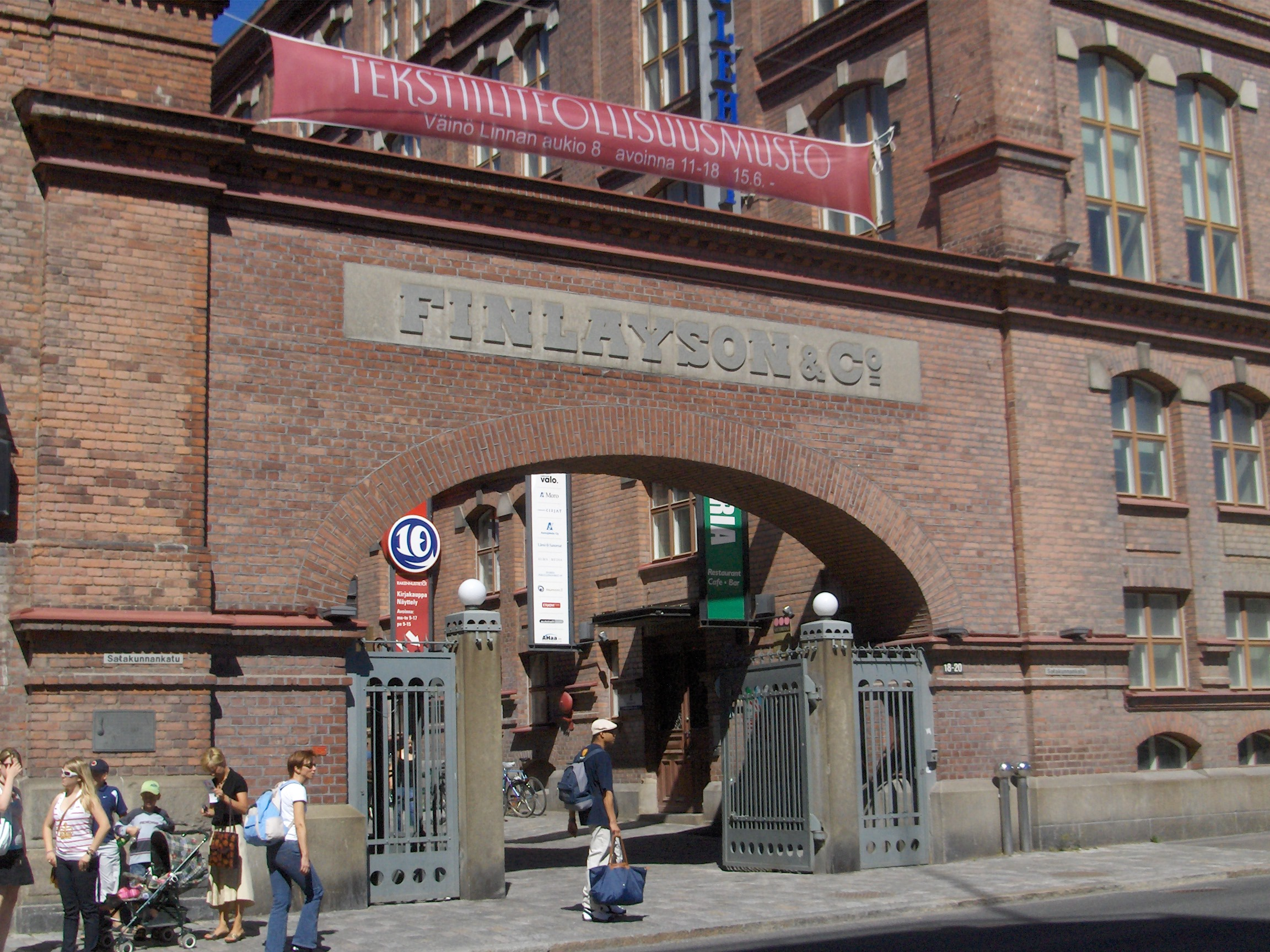
位于坦佩雷的纺织品公司芬莱森的工厂大门
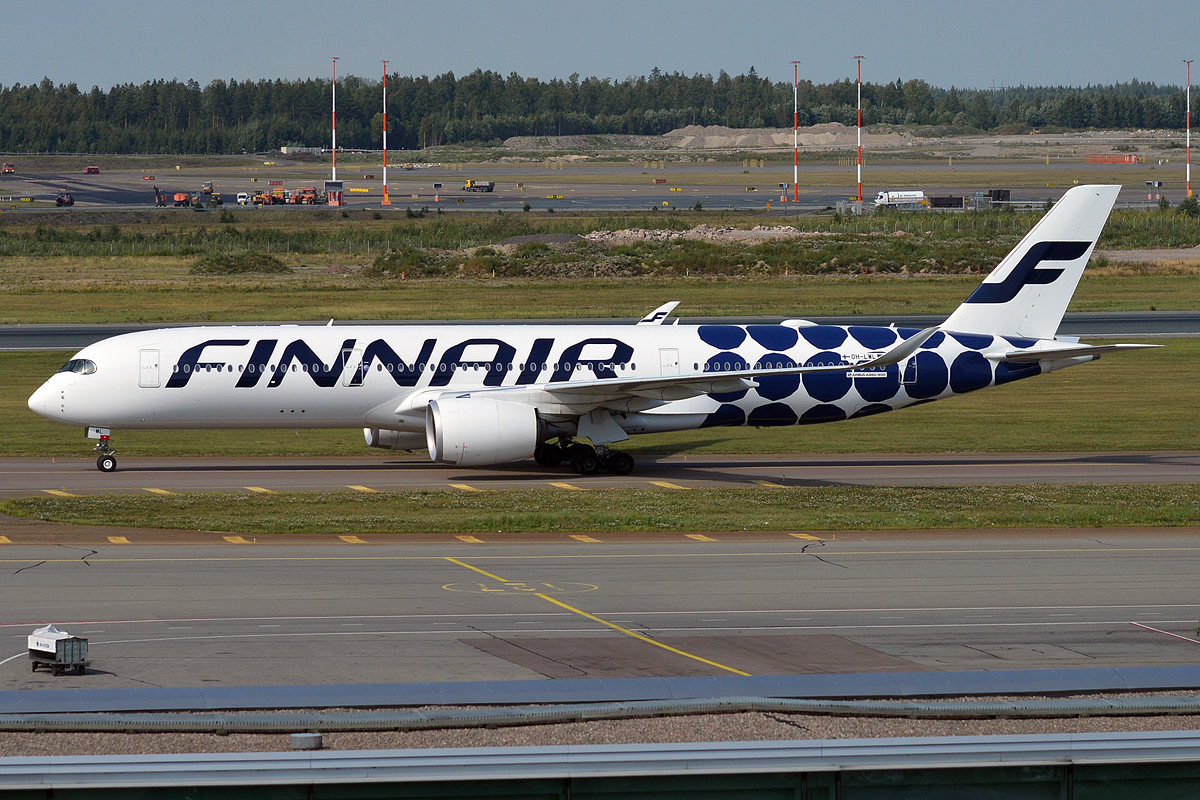
涂有玛莉美歌装饰的芬兰航空飞机
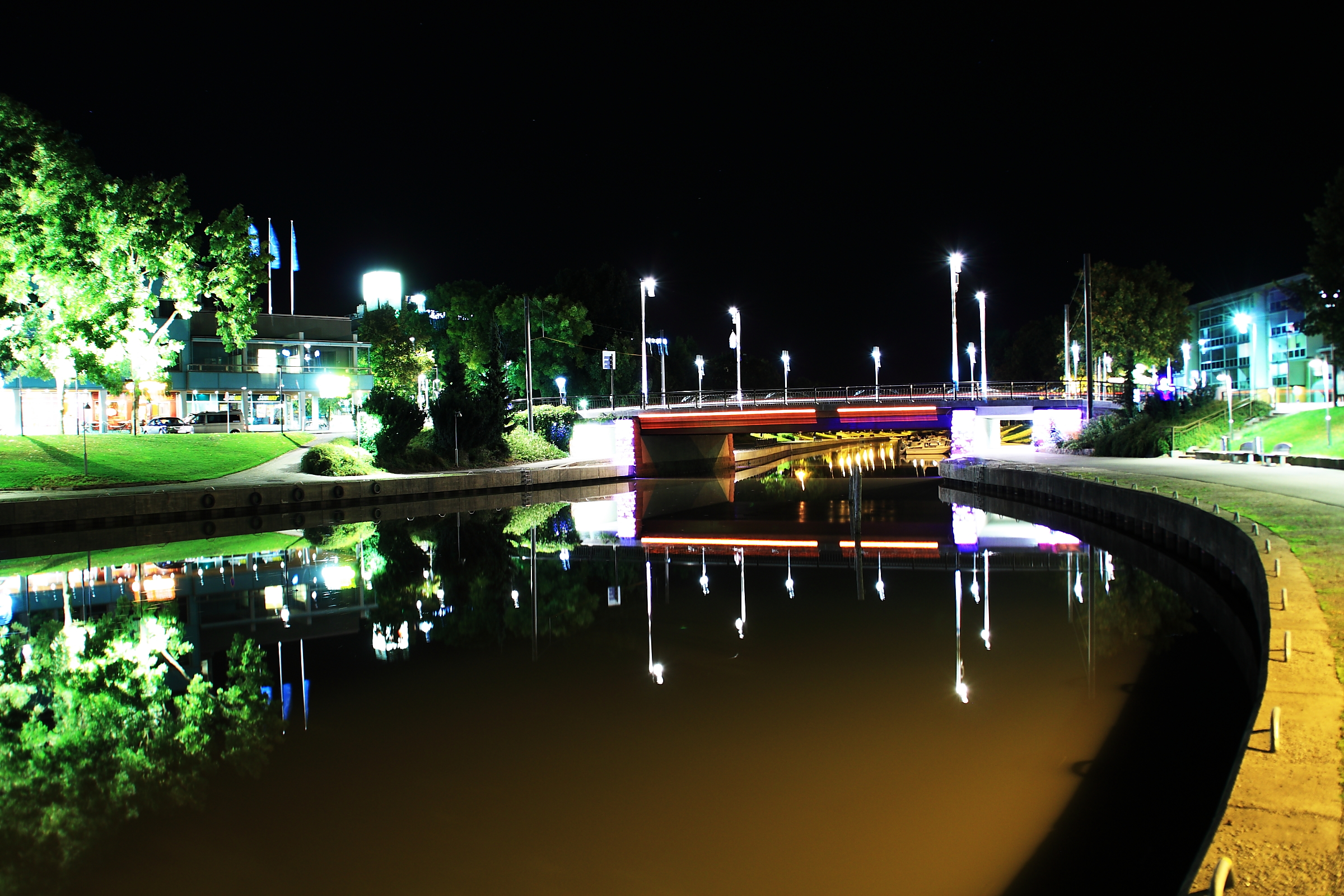
萨洛
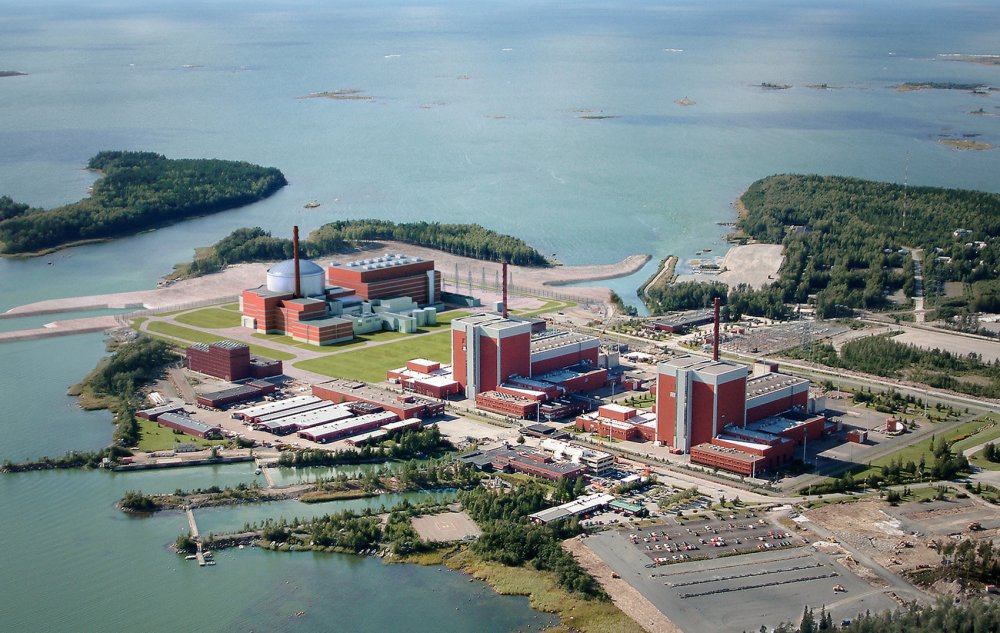
奥尔基洛托核电站